# Flintbek
Flintbek település Németországban, Schleswig-Holstein tartományban. Lakosainak száma 7574 fő (2023. december 31.).

## Népesség
A település népességének változása:
| Lakosok száma | 6086 | 7250 | 7231 | 7334 | 7562 | 7574 |
|               | 1975 | 2017 | 2019 | 2021 | 2022 | 2023 |